# Pepa Demireva
Pepa Demireva —en búlgaro, Пепа Демирева— (1968) es una deportista búlgara que compitió en halterofilia. Ganó dos medallas de bronce en el Campeonato Europeo de Halterofilia, en los años 1990 y 1991.

## Palmarés internacional
| Campeonato Europeo | Campeonato Europeo              | Campeonato Europeo | Campeonato Europeo |
| Año                | Lugar                           | Medalla            | Categoría          |
| ------------------ | ------------------------------- | ------------------ | ------------------ |
| 1990               | Santa Cruz de Tenerife (España) | Medalla de bronce  | 48 kg              |
| 1991               | Varna (Bulgaria)                | Medalla de bronce  | 44 kg              |